# Главное управление по борьбе с организованной преступностью и коррупцией
Главное управление по борьбе с организованной преступностью и коррупцией (ГУБОПиК) (бел. Галоўнае ўпраўленне па барацьбе з арганізаванай злачыннасцю і карупцыяй (ГУБАЗіК)) — управление в Министерстве внутренних дел Республики Беларусь. Расположено в бывшем доме вице-губернатора на Революционной улице, 3.
Белорусские правозащитники и политики обвиняют ГУБОПиК в многочисленных актах политических репрессий, насилии и пытках политических противников режима Александра Лукашенко и называют управление «белорусским Гестапо».

## Основные функции
- борьба с коррупцией в органах государственной власти и приоритетных секторах экономики;
- борьба с организованной преступностью, в том числе транснациональной и международной;
- предупреждение и раскрытие тяжких и особо тяжких преступлений общеуголовной и экономической направленности, совершаемых организованными группами;
- предотвращение проявлений терроризма и экстремизма;
- установление и устранение каналов нелегальной миграции, а также выявление и предотвращение других преступлений, совершаемых членами организованных групп, сформированных на национальной почве или действующих в организациях диаспоры.

## История
28 марта 1991 в центральном аппарате МВД СССР было основано Главное управление по борьбе с организованной преступностью. В его структуру вошло межрегиональное управление по борьбе с организованной преступностью № 1, которое базировалось в Минске и находилось в оперативном ведении руководства МВД БССР.
30 декабря 2003 года Комитет по борьбе с организованной преступностью и коррупцией при МВД Беларуси был упразднен. Полномочия комитета и подчиненных ему территориальных и транспортных специальных подразделений по борьбе с организованной преступностью и коррупцией были переданы Министерству внутренних дел, Главному управлению внутренних дел Мингорисполкома, управлениям внутренних дел облисполкомов, управлению внутренних дел на транспорте. В МВД Беларуси было создано Главное управление по борьбе с организованной преступностью и коррупцией.
20 ноября 2020 года Светлана Тихановская объявила о запуске процесса международного признания структур ГУБОПиК и ОМОН террористическими организациями в связи с совершёнными ими преступлениями при подавлении протестов против фальсификации выборов и насилия со стороны режима Лукашенко.
В 2020 году офицер ГУБОПиК Станислав Лупоносов перешёл на сторону оппозиции, передал движению за свободные выборы большой массив внутренней информации и покинул страну. В 2021 году против Лупоносова завели уголовное дело; в апреле 2023 года Минский городской суд заочно приговорил его к 18 годам колонии усиленного режима и к штрафу.

## Политические репрессии
В ходе уличных протестов 2020 года сотрудники ГУБОПиК были задействованы в физическом подавлении уличных акций и задержании их участников. По информации инициативы BYPOL, для этих целей внутри ведомства было сформировано 4 группы «Атаки», в которые также входили военнослужащие сил специальных операций Вооружённых сил Республики Беларусь.
С 2021 года, после подавления уличных акций, ведомство (главным образом — третье управление) занимается преследованием граждан Белоруссии, высказывающих недовольство ситуацией в республике, а с 2022 года, после вторжения России на территорию Украины, — выступающих против российского вторжения. В подконтрольных Telegram, TikTok и YouTube каналах ГУБОПиК распространяет «покаяльные» видео с задержанными, а также с разгромленными в ходе обысков квартирами противников режима Александра Лукашенко, покинувших страну.
В марте 2023 года ГУБОПиК «отработал» 700 человек, из них за «экстремизм» пострадало 155 человек.

### Преследования за поддержку Украины после начала войны в 2022 году
После военного вторжения России в Украину в 2022 году ГУБОПиК начал преследование граждан Республики Беларусь за проукраинскую позицию. Так 17 марта 2023 года пресс-служба МВД заявила, что продолжается комплексная отработка лиц, поддерживающих «антигосударственные взгляды». При этом отработке подвергаются не только воюющие добровольцы в Украине, но и их родственники и знакомые. Количество ежедневных обысков, которые проводит ГУБОПиК, доходит до 20. МВД РБ объявило экстремистскими формированиями «Беларускi полк «Пагоня» и «Полк імя Кастуся Каліноўскага» (до 21.05.2022 именуемый как «Батальён Кастуся Каліноўскага»), со структурными подразделениями под названиями: «Беларускі дабраахвотны батальён “Волат”», «Батальён Тэрор», «Беларускі Янкі», «Моладзевы блок», «Тактычная Група Беларусь» и «Беларускі дом Варшава».

## Структура
- Первое управление (по борьбе с коррупцией):
  - Первый отдел (по предотвращению противоправных действий в органах государственной власти и управления);
  - Второй отдел (по противодействию установлению контроля над экономикой организованной преступности);
  - Третий отдел (по предотвращению легализации доходов, полученных преступным путем);
  - Четвертое управление (по борьбе с незаконной трансплантацией органов и тканей человека и другими коррупционными правонарушениями в смежных сферах медицинской деятельности).
- Второе управление (по предупреждению и раскрытию преступлений общепринятого и организованного характера):
  - Первый отдел (по раскрытию преступлений общепринятого и организованного характера);
  - Второй отдел (по предупреждению противоправных действий «криминальных авторитетов» и лидеров криминальной среды);
  - Третий отдел (для поиска членов организованных групп, скрывающихся от прокуратуры);
  - Четвёртый отдел (по противодействию общекриминальному экстремизму).
- Третье управление (по противодействию экстремизму):
  - Первый отдел (по противодействию экстремизму в радикальных общественных и других формирований);
  - Второй отдел (по противодействию экстремизму в этнических, религиозных образований и незаконной миграции).
- Четвёртое управление (агентурно-оперативной работы и организации оперативно-разыскной деятельности):
  - Первый отдел (агентурно-оперативной работы и оперативно-технических мероприятий);
  - Второй отдел (организации оперативно-розыскной деятельности и оперативного анализа);
  - Третий отдел (оперативно-профилактических мероприятий);
  - Четвёртый отдел (оперативно-дежурной службы);
  - Отдел по защите государственных секретов.
- Пятое управление (по г. Минску);
- Шестое управление (по Брестской области);
- Седьмое управление (по Витебской области);
- Восьмое управление (по Гомельской области);
- Девятое управление (по Гродненской области);
- Десятое управление (по Минской области);
- Одиннадцатое управление (по Могилёвской области).

В структуру всех территориальных управлений входят: первый отдел (по борьбе с коррупцией), второй отдел (по борьбе с организованной преступностью), третий отдел (по противодействию экстремизму), четвёртый отдел (агентурно-оперативной работы и оперативного анализа).

## Начальники
- Сергей Игоревич Рухледев (4 марта 1991 — 14 апреля 1994)[13];
- Владимир Николаевич Шафаренко (12 августа 1994 — 13 марта 1998)[13];
- Михаил Михайлович Медведев (13 марта 1998 — 25 марта 2003)[13];
- Александр Евгеньевич Назаренко (2 июля 2003 — 4 января 2008)[13];
- Олег Анатольевич Пекарский (26 февраля 2008 — 4 декабря 2009)[13];
- Олег Анатольевич Шарков (2010—2011)[13];
- Альберт Иеронимович Легович (2012—2014)[13];
- Карпенков, Николай Николаевич (сентябрь 2014[14] — 19 ноября 2020);
- Андрей Евгеньевич Паршин (с 2021 до марта 2022)[15][16];
- Дмитрий Александрович Ковач (несколько месяцев в 2022 году);
- Андрей Ананенко (с 2022 года)[17].

## Санкции
21 июня 2021 года Главное управление по борьбе с организованной преступностью и коррупцией было добавлено в санкционный список специально обозначенных граждан и заблокированных лиц США за развёртывание специализированных подразделений для совершения насилия против протестующих, в том числе за рейд в офис оппозиционного кандидата в президенты, задержание Марии Колесниковой и заключение под стражу Романа Протасевича. В санкционный список был добавлен и бывший начальник ГУБОПиКа Николай Карпенков. В тот же день Карпенков также попал под санкции ЕС, Великобритании, Канады. 7 июля к санкциям против Карпенкова присоединилась Швейцария.
2 декабря 2021 года глава ГУБОПиК Андрей Паршин и другие руководители управления попали под санкции США и Канады. Паршин в тот же день был включён и в санкционный список Великобритании. В 2022 году к санкциям против Паршина присоединились ЕС и Швейцария.
15 февраля 2023 года Сенат Чехии признал ГУБОПиК организацией, поддерживающей терроризм.
Летом 2024 года Европейский союз и Швейцария ввели санкции против главы ГУБОПиК Андрея Ананенко и двоих его заместителей.
В январе 2025 года к санкциям против Ананенко и Бедункевича присоединилась Великобритания, а к санкциям против ГУБОПиК и Ананенко — Канада.

### Блокировки контента
11 июля 2022 года Телеграм заблокировал 10 каналов, приближенных к ГУБОПиК.
14 января 2023 года телеграм-канал «Стоп Пропаганда» сообщил о блокировании 10 подконтрольных телеграм-каналов ГУБОПиК на устройствах с iOS.
1 февраля 2023 года в телеграме были удалены все подконтрольные телеграм-каналы ГУБОПиК. В начале июня 2023 года связаны с ГУБОПИКом каналы удалил YouTube.